# Décès en septembre 1971
Décès
- 1967
- 1968
- 1969
- 1970
- 1971
- 1972
- 1973
- 1974
- 1975

Pour une information complémentaire, voir la page d'aide.

| Date         | Nom             | Pays                   | Activités                             | Âge | Source |
| ------------ | --------------- | ---------------------- | ------------------------------------- | --- | ------ |
| 3 septembre  | Alphonse Neyens | Drapeau du Luxembourg  | Homme politique luxembourgois.        | 85  |        |
| 25 septembre | Hugo Black      | Drapeau des États-Unis | Homme politique et juriste américain. | 85  |        |